# Rugby Rovigo 2006-2007

## Super 10 2006-07

### Stagione regolare
| Incontro                 | Andata | Ritorno |
| ------------------------ | ------ | ------- |
| GRAN Parma — Rovigo      | 23-17  | 22-25   |
| Rovigo — Benetton        | 13-26  | 14-28   |
| Rovigo — Petrarca        | 0-17   | 14-28   |
| Amatori Catania — Rovigo | 24-22  | 3-21    |
| Rovigo — Parma           | 17-23  | 17-33   |
| Calvisano — Rovigo       | 19-3   | 13-12   |
| Rovigo — Viadana         | 9-25   | 29-34   |
| Capitolina — Rovigo      | 33-27  | 18-28   |
| Rovigo — L’Aquila        | 38-17  | 19-24   |

#### Risultati della stagione regolare
| Posizione | G  | V | N | P  | PF  | PS  | DP  | B | Pt |
| --------- | -- | - | - | -- | --- | --- | --- | - | -- |
| 8ª        | 18 | 4 | 0 | 14 | 325 | 410 | -85 | 8 | 24 |

## Coppa Italia 2006-07

### Prima fase
| Incontro           | Risultato |
| ------------------ | --------- |
| Rovigo — L’Aquila  | 25-18     |
| Parma — Rovigo     | 27-7      |
| Calvisano — Rovigo | 35-9      |
| Rovigo — Petrarca  | 3-32      |

#### Risultati della prima fase
| Posizione | G | V | N | P | PF | PS  | DP  | B | Pt |
| --------- | - | - | - | - | -- | --- | --- | - | -- |
| 4ª        | 4 | 1 | 0 | 3 | 44 | 112 | -68 | 1 | 5  |